# Vitaparcours

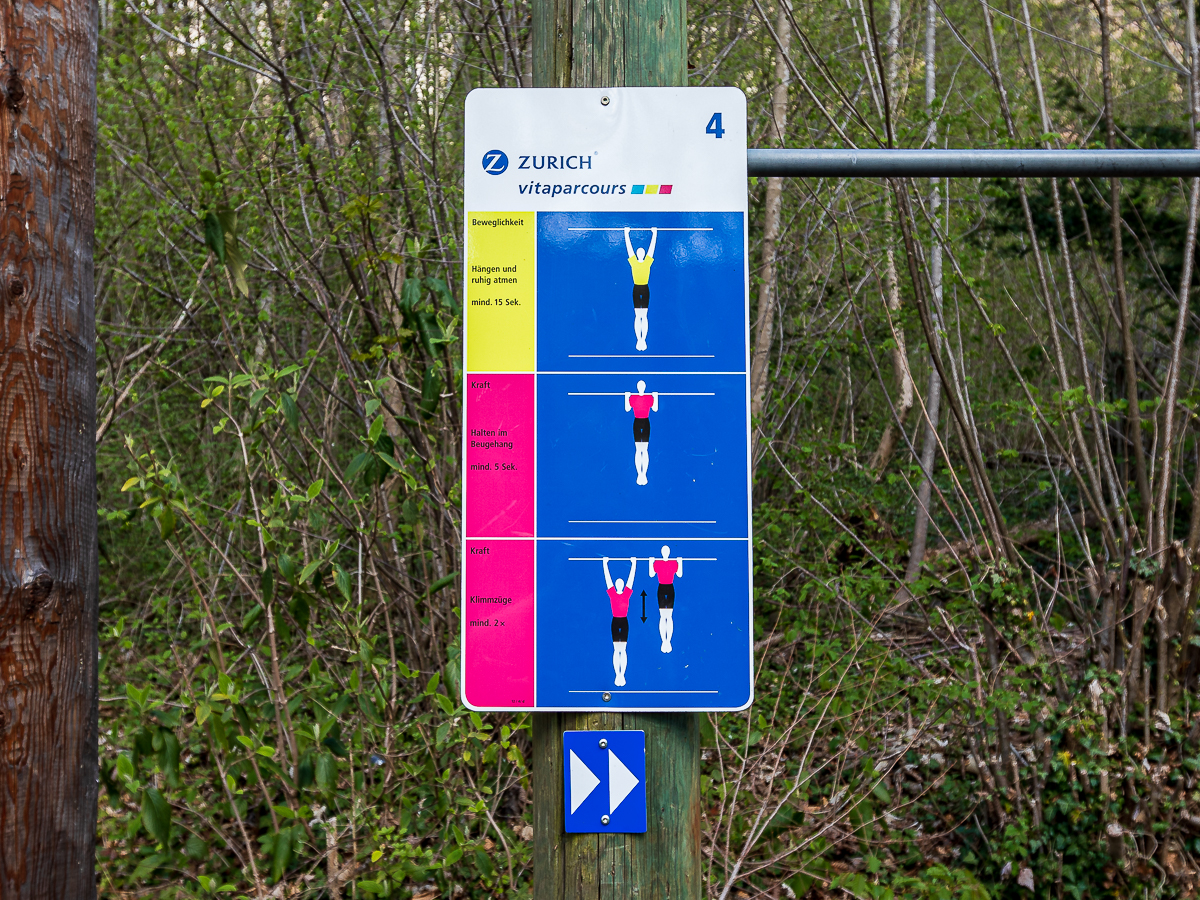
Übungsschild in einem Vitaparcours bei Walenstadt.

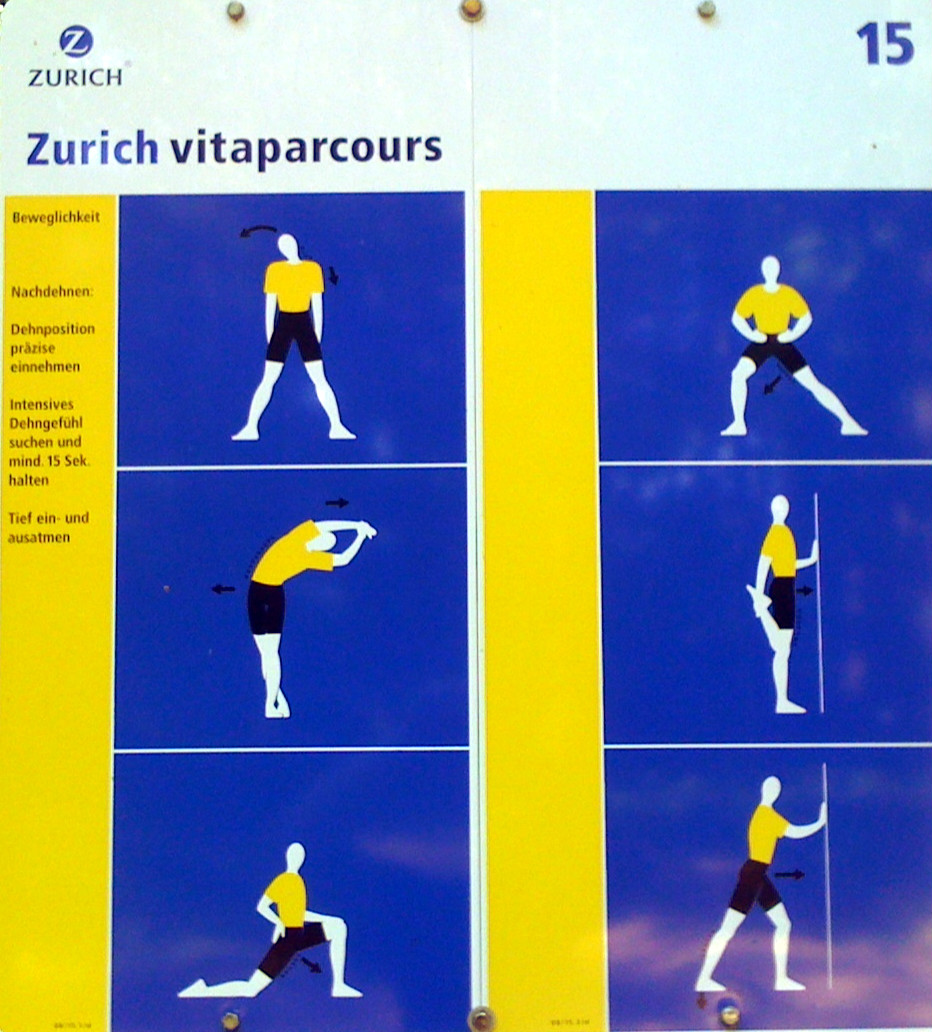
Übungsschild in einem Vitaparcours

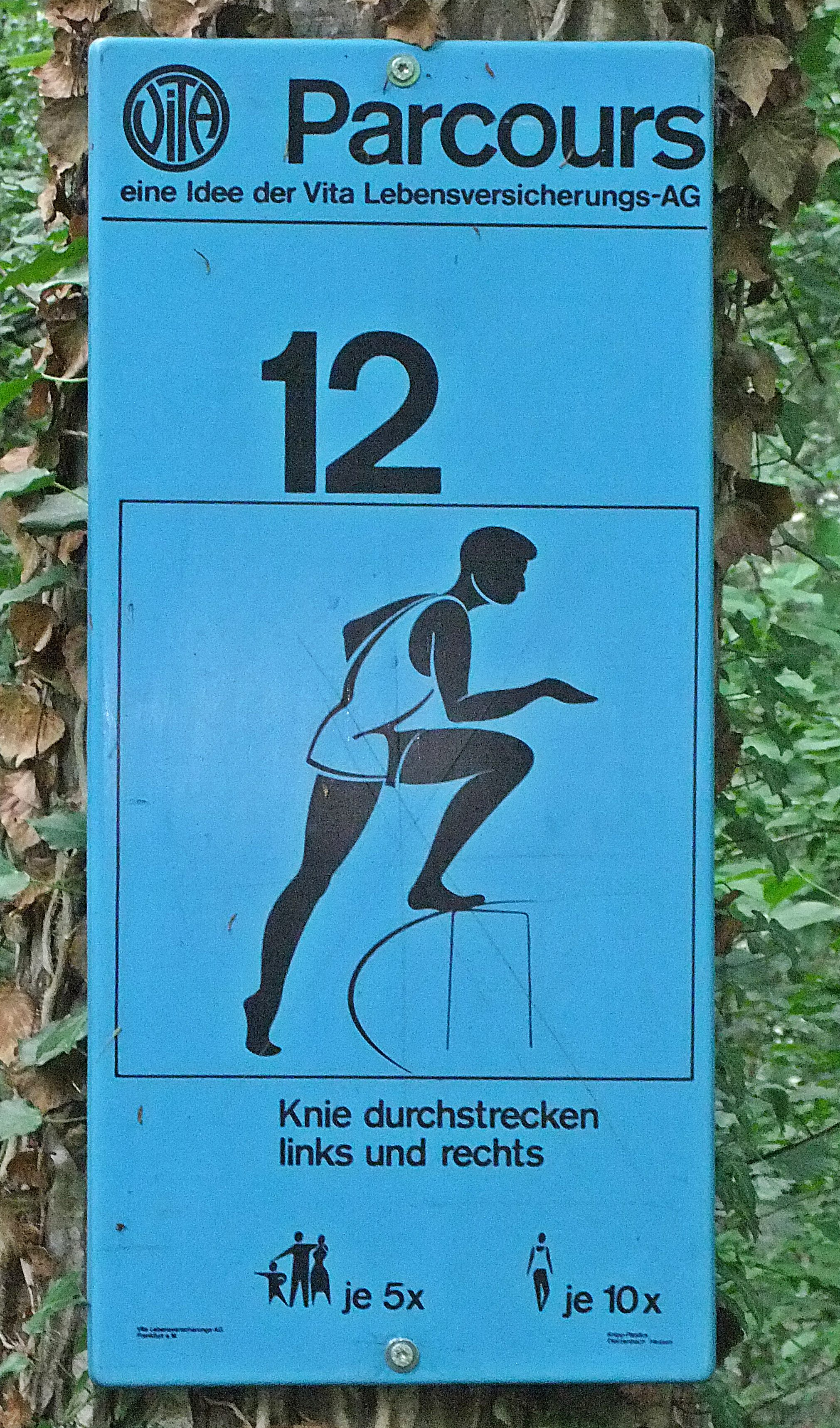
Altes Schild mit dem Logo der Vita-Versicherung in Östringen

Ein Vitaparcours (auch Vita Parcours oder Zurich vitaparcours) ist ein in der Regel in einem Wald angelegter Sport-Parcours, welcher der Öffentlichkeit zur Verfügung steht. Er besteht aus diversen Parcours-Posten, an welchen Übungen für Kraft, Ausdauer, Beweglichkeit und Koordination vorgesehen sind.
Der Vitaparcours ist das schweizerische Pendant zum deutschen Trimm-dich-Pfad, obwohl auch in Deutschland einige Vitaparcours bestehen (etwa in Lörrach und in Weinstadt).
Der erste Vitaparcours wurde am 18. Mai 1968 mit Unterstützung der damaligen Vita Lebensversicherungs-Gesellschaft am Zürichberg, Zürich-Fluntern, unweit des Zoos errichtet.
Den Startfunken bildete eine Männerriege (Turnverein) aus Wollishofen, die umgestürzte Bäume und andere natürliche Objekte nutzte, um darauf zu üben. Da aber Waldarbeiter diese oft wieder entfernten, schlug man der Gemeinde vor, einen bleibenden Parcours mit Turnübungen einzurichten. Die Gemeinde griff diesen Vorschlag auf und sicherte die Unterstützung der damaligen Vita-Versicherung, die später in der Zurich Versicherung aufging.
Während am Anfang die Vita-Parcours nur für Sportler gedacht waren, wurde 1972 das Konzept auf Familien und weniger sportliche Personen ausgeweitet. 1973 wurde der hundertste Vitaparcours eröffnet, 1990 der fünfhundertste. Damit befindet sich etwa ein Fünftel der weltweiten Sport-Parcours in der Schweiz.
Unterdessen bestehen über 500 Vitaparcours in der Schweiz. Die Zürich Versicherung ist heute Hauptsponsor der Stiftung Vita Parcours, die mit dem Slogan „Willkommen im grössten Fitness-Club der Schweiz!“ dafür wirbt. Betreut und unterhalten werden die Parcours von lokalen Trägerschaften wie Gemeinden, Sportvereinen oder Tourismusverbänden; grössere Instandstellungsarbeiten übernimmt oft der Zivilschutz. Die jährlichen Unterhaltskosten einer Vitaparcours-Anlage betragen rund 1000 bis 2000 Schweizer Franken, während die Stiftung die Erstellung der Parcours bezahlt.
Die von der Krankenkasse Helsana betriebenen Helsana-Trails richten sich an Jogger, Nordic Walker und Spaziergänger.

## Übungen
Jede Anlage wurde aufgrund der räumlichen und topographischen Bedingungen anders eingerichtet. Die kürzesten Vitaparcours-Strecken sind nur wenige hundert Meter lang. Die anstrengenderen Parcours sind über 3 Kilometer lang, oder können mehr als 120 Höhenmeter Aufstieg beinhalten (z. B. der Parcours in Naters VS). Der durchschnittliche Parcours ist 2,35 km lang und weist eine Steigung von 59 Metern auf. Zurzeit (2015) gibt es in der Schweiz 498 Vitaparcours-Routen, wovon 21 sogenannte Kurzparcours sind.
Es folgt eine knappe Zusammenfassung der 15 Posten. Auf den Schildern ist jeweils angegeben, um welche Art von Übung (Kraft, Ausdauer oder Geschicklichkeit) es sich handelt, und wie lange die jeweilige Übung durchgeführt werden sollte.
1. Dehnen, unter anderem der Waden- und Fussgelenk-Muskulatur.
2. Beweglichkeitsübungen
3. Geschicklichkeit: Auf einen Baumstamm hüpfen, Gleichgewicht behalten. Ebenso Froschhüpfen über die Baumstämme.
4. Beweglichkeit: Sich an einer Reckstange halten und sich baumeln lassen. Kraft: Klimmzüge und sich an der Stange halten bei gebeugten Armen.
5. Beweglichkeitsübungen für den Rücken
6. Beweglichkeit: Beinkreisen, an Ringen hängend. Kraft: An Ringen hängend die Knie langsam anheben
7. Kraft: An einem Barren Schwingen im Stütz. Klimmzüge am Barren mit geradem Körper. Gehen im Stütz.
8. Ausdauer: Schnelles Steppen auf einen Baumstamm. Kraft: Aufsteigen, Körperstrecken und absteigen auf einem höheren Stück Baumstamm.
9. Kraft: Übungen für Bauch- und Rückenmuskulatur
10. Ausdauer: Über Baumstämme hüpfen vor- und seitwärts
11. Beweglichkeit und Ausdauer an einer Stange
12. Kraft: Liegestütze, Liegestütz rücklings an einer Stange
13. Ausdauer und Geschicklichkeit: Slalomlauf um Stangen, Stangenlauf während jede Stange einmal ganz umrundet wird, bevor man zur nächsten weitergeht
14. Geschicklichkeit: Vorwärts und rückwärts balancieren auf einem Balken. Auf einem Bein das Gleichgewicht halten bei waagerecht ausgestrecktem Bein und Armen
15. Nachdehnen verschiedener Muskelgruppen